# لسان الحمل البيضوي
الودنة، انم، مصيص أو لسان الحمل البيضوي أو لُقْمَة النَّعْجَـة أو قريطة أو الربلة، نبات اسمه العلمي (Plantago ovata)، وهو نوع من جنس لِسَان الحَمَل.

## الوصف
عشبة حولية يصل ارتفاعها إلى 13 سم، أوراقها شريطية رمحية بطول 13 سم أيضًا، سنابلها بيضاء اسطوانية الشكل وتعد من النباتات الرعوية المفيدة للماشية. لها استعمالات طبية كمادة مسهلة وعلاج الأمراض التناسلية.

## الموئل والانتشار
موطنه مناطق الوطن العربي المتوسطية (بلاد الشام ومصر والمغرب العربي) وقبرص وبعض مناطق القوقاز وجنوب أوروبا. انتشر في أماكن أخرى كثيرة.

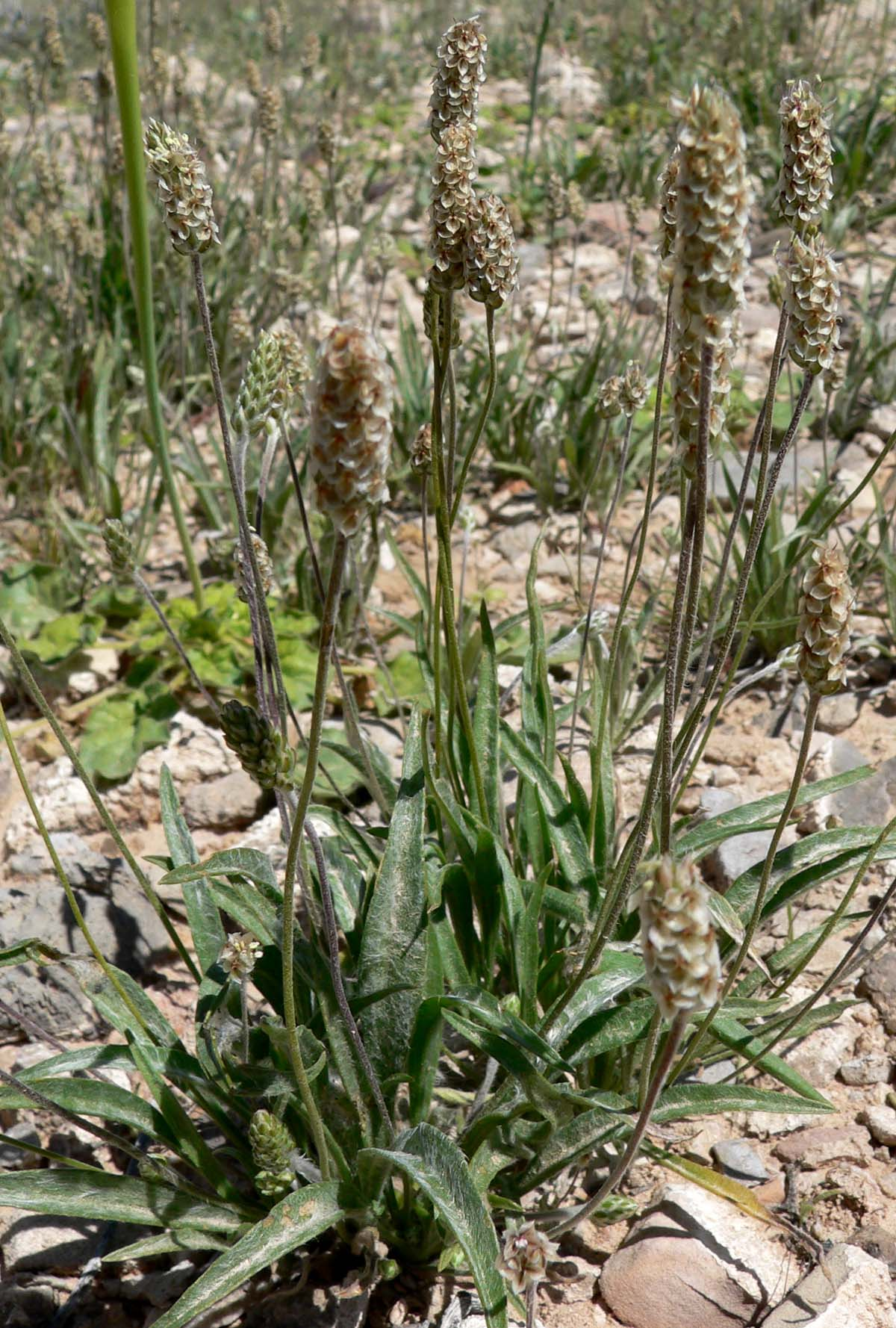
لقمة النعجة
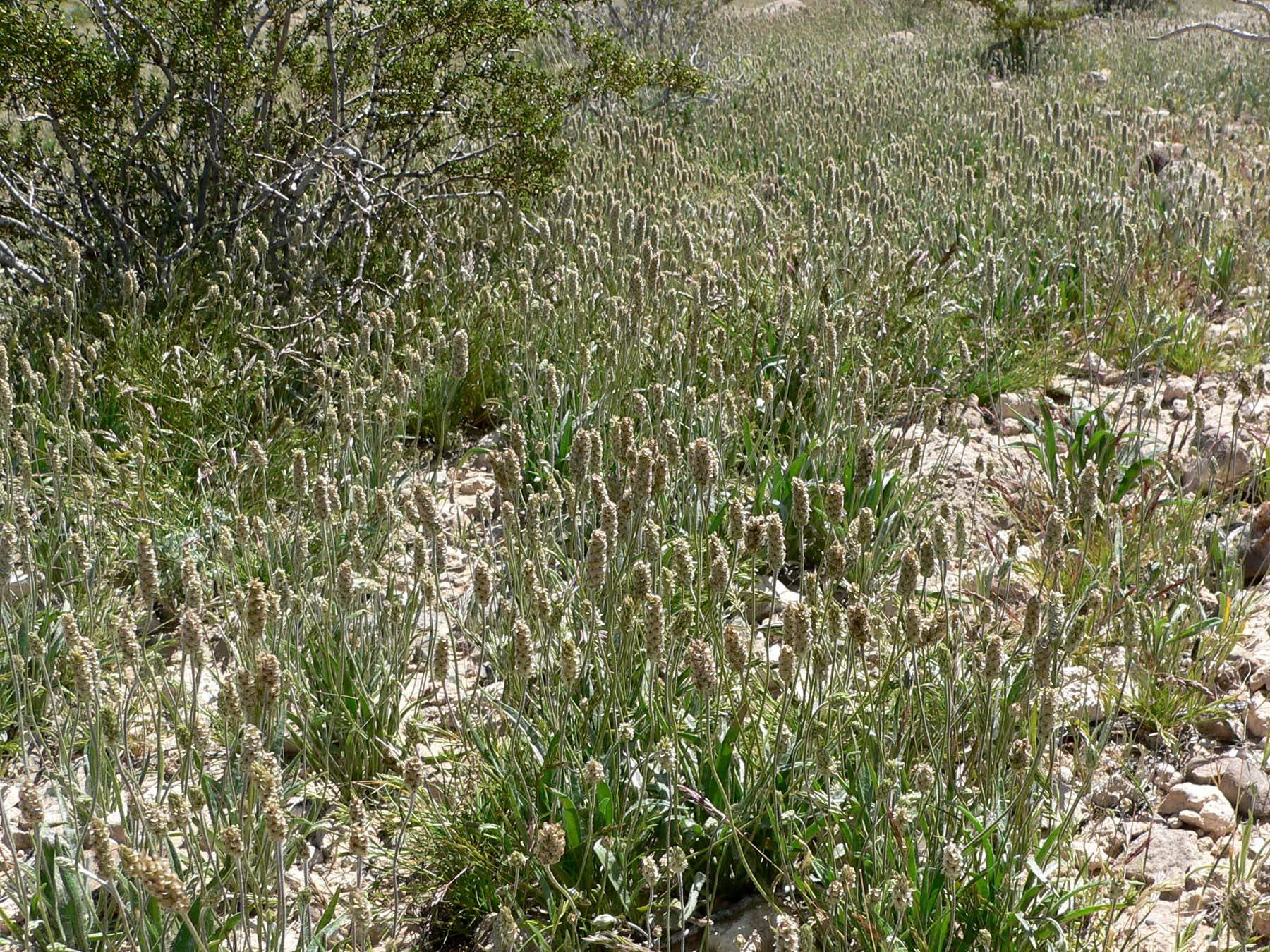
لقمة النعجة
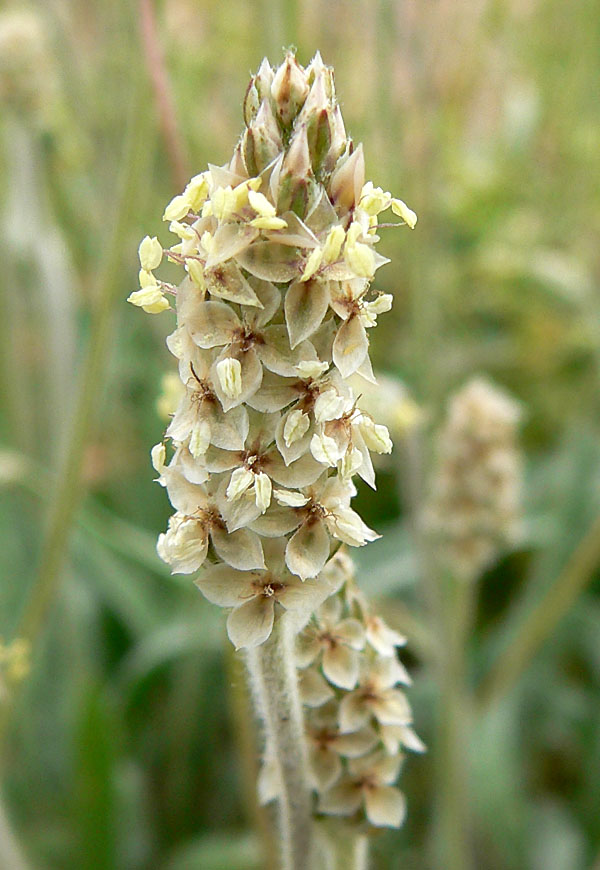
زهرة لقمة النعجة

### مواضيع ذات علاقة
- لِسَان الحَمَل.

### وصلات خارجية
- (بالفرنسية) صور ومعلومات عن لقمة النعجة على موقع طبيعة الصحراء.